# ANTXR1
ANTXR1‏ (ANTXR cell adhesion molecule 1) هوَ بروتين يُشَفر بواسطة جين ANTXR1 في الإنسان.